# San Lorenzo de Tarapacá
San Lorenzo de Tarapacá (del aimara: tarapacá ‘ave de rapiña o posada de arbusto’) es una localidad de la Provincia del Tamarugal, en la Región de Tarapacá, Chile. Administrativamente forma parte de la Comuna de Huara, a una altitud de 1350 metros.
Se encuentra en la Quebrada de Tarapacá, una de las más fértiles de la región, lo que facilitó su ocupación desde tiempos prehispánicos. Los yacimientos arqueológicos cercanos evidencian esta ocupación, siendo la que se cree fue la ciudad más poblada de la zona del Tahuantinsuyo en el período precolombino, San Lorenzo también destacó durante los primeros años de la República, cuando formaba parte de Perú, debido a su cuna de destacados políticos, militares y hacendados.

## Historia
Se sabe que la quebrada estuvo habitada desde el siglo XII aproximadamente, por los vestigios encontrados en el asentamiento de Caserones, a unos 25 km al poniente de Tarapacá, en la ruta de Camino del Inca. A finales del siglo XVI el Señor de Chucuito tenía bajo sus dominios los valles Lupacas. Como parte del Reyno de Chucuito al inicio de la conquista española, Felipe Lucaya fue curaca en Tarapacá.
Si bien no cuenta con fundación oficial, la primera misa fue el día de San Lorenzo y ya estaba ocupada en 1536, cuando las expediciones de Diego de Almagro y Pedro de Valdivia pasaron por ella, en la ruta del Inca (que iba desde el Cusco a las tierras de Tucma y Chili). Las buenas condiciones climáticas favorecieron su poblamiento rápido, y el establecimiento (acá y en el cercano poblado de Huarasiña) de una sociedad criolla entroncada con las más altas casas españolas, limeñas, potosinas, cusqueñas y arequipeñas.
Desde el punto de vista religioso era sede de una Parroquia dependiente del Obispado de Arequipa y del punto de vista administrativo formó parte del Corregimiento de San Marcos de Arica de la Frontera hasta fines del siglo XVIII en que se segregó junto a las parroquias de Santo Tomé de Camiña, San Andrés de Pica y Sibaya, para formar el Corregimiento de San Lorenzo de Tarapacá, el que por las reformas administrativas borbónicas se convirtió a los pocos años (1782) en uno de los siete Partidos de la Intendencia de Arequipa, dependientes aún del Virreinato del Perú, pero por medio de la Real Audiencia de Santiago de los Caballeros del Cusco.
Gracias a las actividades económicas y lo intenso del comercio de la región, las familias de Tarapacá se hicieron de grandiosas fortunas, gracias a la producción vitivinícola y su comercio a Lima y Potosí y el establecimiento del Real Asiento de Minas de Plata de Huantajaya, la segunda veta argentífera más importante del Alto y Bajo Perú en las postrimerías de la Colonia. Entre estas familias destacó la de don Basilio de La Fuente, quien financió importantes obras en la quebrada durante el siglo XVIII.
Con la época de la Independencia fue sitio de disputa entre realistas e independentistas. José de San Martín proclama su independencia el 28 de julio de 1821.
La zona perteneció al Departamento de Arequipa, luego al Departamento de Litoral (Provincias de Arica y Tarapacá), en 1841 al Departamento de Moquegua (Provincias de Moquegua, Tacna, Arica y Tarapacá), para declararlo Departamento de Tarapacá en 1878, compuesto a su vez por las provincias de Iquique y Tarapacá, momento en el cual perdió relevancia frente al puerto de Iquique, entre otros factores, por epidemias de malaria que asolaron la quebrada. Esta situación político - administrativa duró pocos años, ya que fue sometido a dominio chileno a causa de la Guerra del Pacífico en 1879, luego de la Campaña de Tarapacá, para integrarse a Chile por el Tratado de Paz de Ancón, firmado entre Chile y Perú en 1884.

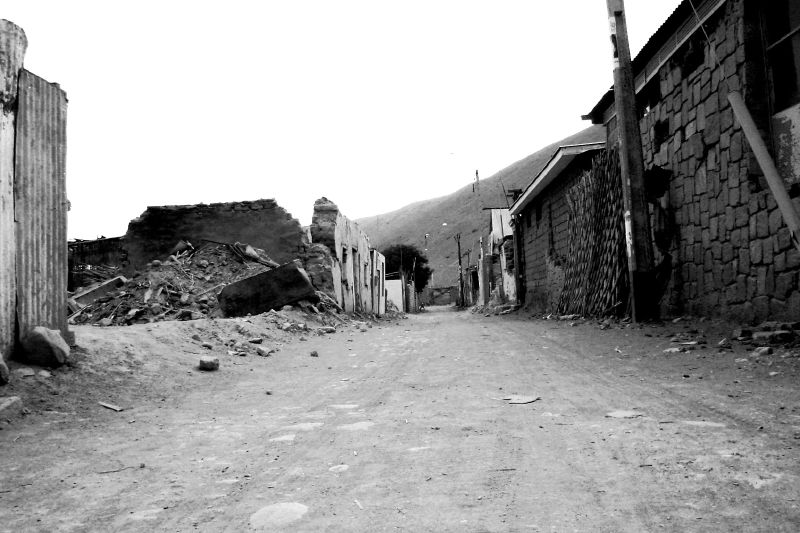
San Lorenzo de Tarapacá tras el terremoto de 2005

En esta localidad se sucedieron numerosos hechos bélicos de importancia a fines del siglo XVIII y comienzos del siglo XIX, como la ocupación por parte de las tropas de Túpac Amaru II, de Túpac Catari y de Tomás Paniri, desde el Cusco y el Altiplano, sublevaciones que fueron sofocadas por las tropas virreinales enviadas desde Arequipa y Arica. También fue escenario de los primeros intentos de Independencia del Perú, ya que fue una de las ciudades de la época que influidas por el silogismo altoperuano, como por las influencias del Virreinato del Río de la Plata, enarbolaron la enseña blanca y celeste de los patriotas de Buenos Aires, hitos que también se vieron rápidamente frenados por los independentistas que dominaban desde Arequipa y Arica. Durante la Etapa de Consolidación nacional del Perú, fue ocupada por tropas bolivianas que reclamaban para sí todas las provincias del sur del Perú, como Moquegua, Tacna, Arica, Chucuito y Tarapacá, pero los mismos tarapaqueños se alzaron en armas para expulsar a los invasores, situación que se repitió en 1879, durante la Guerra del Pacífico, en que tropas del Perú, vencieron al Ejército de Chile en la Batalla de Tarapacá, sin embargo a causa de la derrota final de los aliados en esta guerra, Chile conquistaría estos territorios.
En 2005 padeció de un fuerte terremoto, tras el cual se reconstruyó su iglesia entre otras edificaciones. Actualmente ha perdido relevancia en favor de otras ciudades y localidades de la región, siendo solo un pueblo de 135 habitantes, pero rico en cultura y tradición.
|                                  |
| Monolito en la Plaza de Tarapacá |

|                             |
| Monolito desde el otro lado |

|                                      |
| Detalle sobre la Batalla de Tarapacá |

## Festividad de San Lorenzo

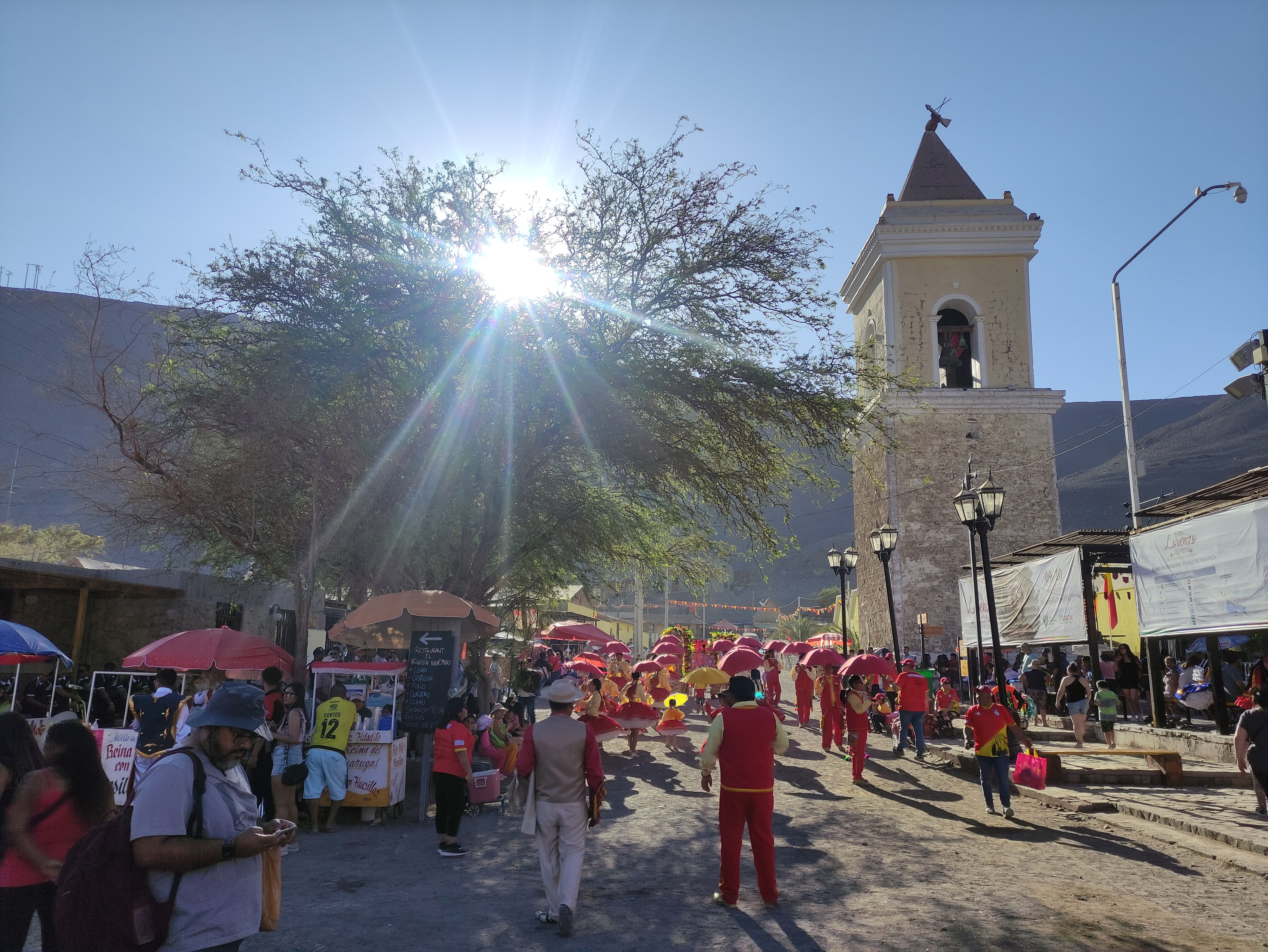
Festividad de San Lorenzo en 2023

La festividad de San Lorenzo es una festividad religiosa anual en honor al santo patrón del pueblo, Lorenzo de Roma. La fiesta se realiza anualmente desde los años 1640 o incluso un siglo antes, durante la colonia española, en lo que por entonces era el Virreinato del Perú. La adoración de San Lorenzo se oficializó en el lugar a partir de 1720, con la construcción de la Iglesia de San Lorenzo.
Esta actividad se celebra el 10 de agosto de 2023, y reúne a decenas de miles de personas, durante una semana, muchos de los cuales acampan en el lugar.
Durante la fiesta se realizan diversos bailes nortinos tradicionales, tales como el tinku, caporales, cueca nortina, cachimbo de Tarapacá, llamerada, suri sicuri, tobas, diabladas, entre otras. Los bailes son acompañados de bandas musicales que utilizan instrumentos de bronces y percusión.

## Monumentos

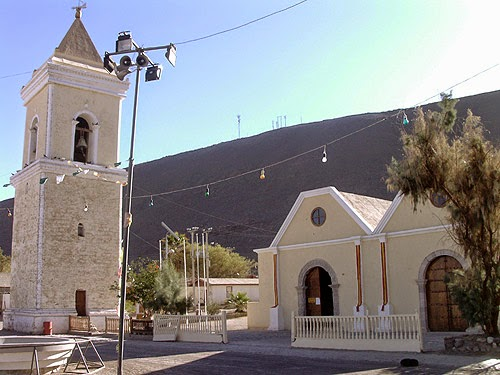
Iglesia de San Lorenzo

- Iglesia de San Lorenzo: data del siglo XVII y es representativa del estilo surperuano, con techo de mojinete a dos aguas y con un alto campanario de espigada figura que rompe con el esquema de la iglesia (de orden incásico), siendo de orden clásico. Estuvo en muy mal estado, luego del terremoto del 13 de junio de 2005, pero ha sido reconstruida y refaccionada completamente por tratarse de un importante lugar turístico que reúne a cientos de miles de personas para el 10 de agosto, día en que se celebra al santo.
- Palacio de Gobierno: otrora imponente edificio solariego del que hoy solo quedan las arcadas del ingreso y la amplia escalinata que daba al zócalo que lo precedía. Luego del terremoto de 2005, las arcadas se encuentran en ruinas.
- Convento de las Carmelitas: frente a la Plaza Mayor de la localidad, está en ruinas y cerrado por sus actuales dueños, es un edificio que ha sufrido muchas transformaciones y deterioros del tiempo. Fue sede de la única orden religiosa femenina del Sur del Perú, quienes además cumplían labores médicas en la región.
- Monolito de la Guerra del Pacífico: conmemorativo de la batalla de Tarapacá, acaecida el 27 de noviembre de 1879, siendo derrotado el Ejército de Chile por las tropas del Perú.
- Gigante de Atacama: es un geoglifo antropomorfo de 84 metros de largo trazado en el cerro Unitas, por los antiguos pueblos habitantes de la zona.

## Tarapaqueños ilustres
- Ramón Castilla y Marquesado (1797-1867): gran mariscal del Perú y presidente de la República del Perú en cuatro períodos y gran impulsor de la industrialización del país. Gestor del auge minero del guano y del salitre.
- Antonio Gutiérrez de la Fuente (1796-1878): descendiente de la aristocrática familia tarapaqueña de la Fuente', militar y político, gran mariscal del Perú y presidente provisorio.
- Bautista van Schouwen (1943-1973): fundador en Concepción, junto con otros dirigentes estudiantiles como Miguel Enríquez, Andrés Pascal Allende y Luciano Cruz, del Movimiento de Izquierda Revolucionaria (MIR) en 1965. Desapareció en Santiago en diciembre de 1973 en manos de un comando de civiles de la DINA y Carabineros.

## Lugares homónimos
- Región de Tarapacá, Chile
- Nuevo Tarapacá, Perú
- Tarapacá, Colombia